# B-29超級堡壘轟炸機

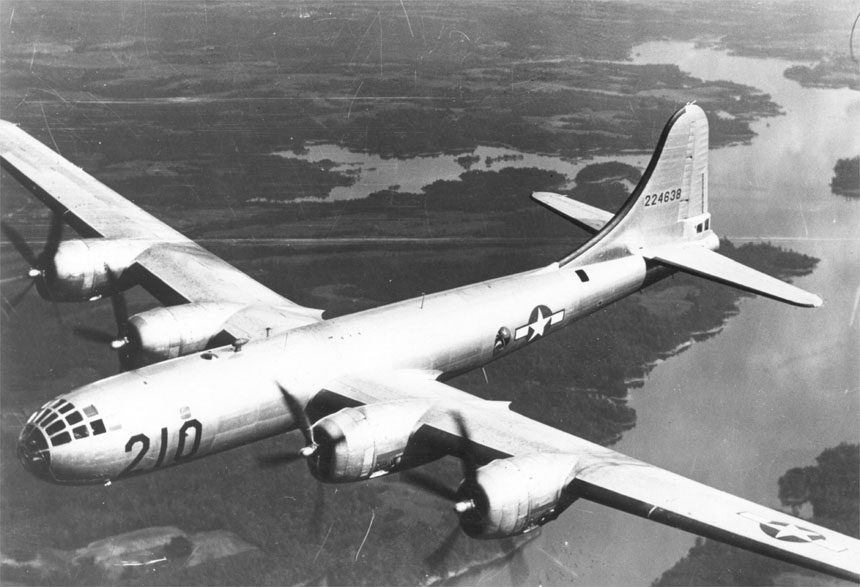
B-29

B-29超級堡壘轟炸機（英語：B-29 Super fortress），亦稱B-29超級空中堡壘，是美國波音公司設計生產的四引擎重型(B-36和平締造者轟炸機開始服役後則中型)螺旋槳战略轟炸機。主要在美軍內服役的B-29，是美國陸軍航空軍於第二次世界大戰以及韓戰等亞洲戰場的主力戰略轟炸機，其命名延續先前有名的B-17飛行堡壘式战略轰炸机。
B-29不單是二次大戰時各國空軍中最大型的飛機，同時亦是當時集各種新科技的最先進的武器之一。B-29的嶄新設計包括有：加壓機艙、中央火控系統、遙控機槍砲塔等。
原先B-29的設計構想是作為執行日間高空精確轟炸任務的飛行器，但實際運用於戰場時B-29卻大多於夜間執行任務，在低空投擲大量燃燒彈進行大面積燃燒轟炸。B-29空中堡壘是二次大戰末期美軍對日本主要城市進行燃燒彈空襲的主力。1945年2月23日至2月25日，美國第21轟炸機部隊司令柯蒂斯．李梅將軍指揮170餘架次的B-29空中堡壘轟炸機，於23日夜晚飛往日本東京上空，美軍隨即在東京上空以低空飛行投放下大量凝固汽油彈使得東京大面積土地在短時間內全都陷入火海，事後估計多達10萬的日本平民因此死於凝固汽油彈燃燒造成的大火，這場空襲行動中東京經歷連續多日的摧殘，造成東京約4分之1的地方慘遭夷為平地，這場二戰中美國對日本執行的重要戰略轟炸稱為"李梅火攻"，這是一場重要但也充滿爭議的轟炸行動。向日本廣島及長崎投擲原子彈的任務亦是由B-29完成。B-29在日本因此有“地獄火鳥”之稱。二次大戰結束以後，B-29仍然服役了一段頗長的時間，在韓戰中也有亮眼表現，最後在1960年代方才完全退役。
B-29的總生產量為3,900架左右。其设计和制造总共耗资30亿美元，大大超过曼哈顿计划的19亿美元，是战争期间最昂贵的项目。
它設計的架構後來繼續延伸，發展成美國空軍的B-50轟炸機及C-97運輸機。而蘇聯用逆向工程複製了B-29成為圖波列夫Tu-4。

## 設計及生產
早在美國參戰以前，美國陸軍航空隊司令亨利·阿諾德便希望能夠發展一種長距離戰略轟炸機，應付可能需要對納粹德國作出長程轟炸。波音公司以之前非常成功的B-17空中堡壘為藍本，設計出劃時代的XB-29，擊敗對手聯合飛機（Consolidated）的B-32設計。1941年5月，戰爭陰霾日漸浓密，美國軍方決定向波音訂購250架B-29，至1942年1月订购量又增至500架。作為各種飛機中體積最大、重量最高，翼展最寬、機體最長、以及速度最快的B-29，在接受訂單時其實只曾作過風洞實驗，尚未曾真正試飛。
美國參戰以後，波音公司被要求加快開發及生產B-29。由於B-29的規格要求亦十分嚴格，其設計在當時來說非常複雜。在時間緊迫之下，設計及生產一開始便出現嚴重問題。首先是B-29的發動機萊特R-3350在當時非常的不可靠，在作戰負載下經常過熱。首架B-29便是在出廠後兩個月的一次試飛中因為引擎起火，令機翼折斷而坠毀。引擎過熱的問題一直困擾著所有的B-29，要到戰後使用另一款引擎的B-29D服役才徹底獲得解決。此外，飛機的中央火控及遙控火炮亦經常失靈。因為B-29經常變更設計，1944年出廠的大部份B-29不是被運往前線，而是先飛到改裝工廠進行改裝，如果不是亨利·阿諾德將軍親自過問，波音可能不會及時生產出足夠的B-29。事實上，為了應付大量訂單，B-29的生產分別由波音公司、貝爾飛機、馬丁飛機的工廠負責。此外數以千計的承包商，包括通用汽車，負責製造各種配件。其中波音公司在肯薩斯州的B-29工廠規模最大，在當地僱用了接近三萬名工人，日夜不停生產。
但是在戰場上，B-29卻表現優異。去除了經常出現的引擎故障，“超級空中堡壘”的設計，是作戰人員可以安心執行任務的關鍵，這架飛機可以在40,000英尺（約12,192公尺）的高空以時速350英里（約563公里）的對空速度飛行。當時軸心國大部份戰鬥機都很難爬升至這種高度；就算能夠，它們亦不能追上B-29的速度。地面高射炮中只有口徑最大的五式15公分高射砲才射得到B-29的飛行高度。B-29的作戰續航距離超過3,000英里（约4,828公里），可以連續飛行16小時，從大後方的機場起飛可直接飛往敵域後返回。飛機首次使用了加壓機艙，機員無須長時間戴上氧氣罩及忍受嚴寒。不過B-29並非整個機體都有加壓。轟炸艙因為要能夠在空中打開是沒有加壓的。機內只有機首部份的駕駛室、和機尾後槍手使用的部份才有加壓，兩者之間以一條小隧道連接。

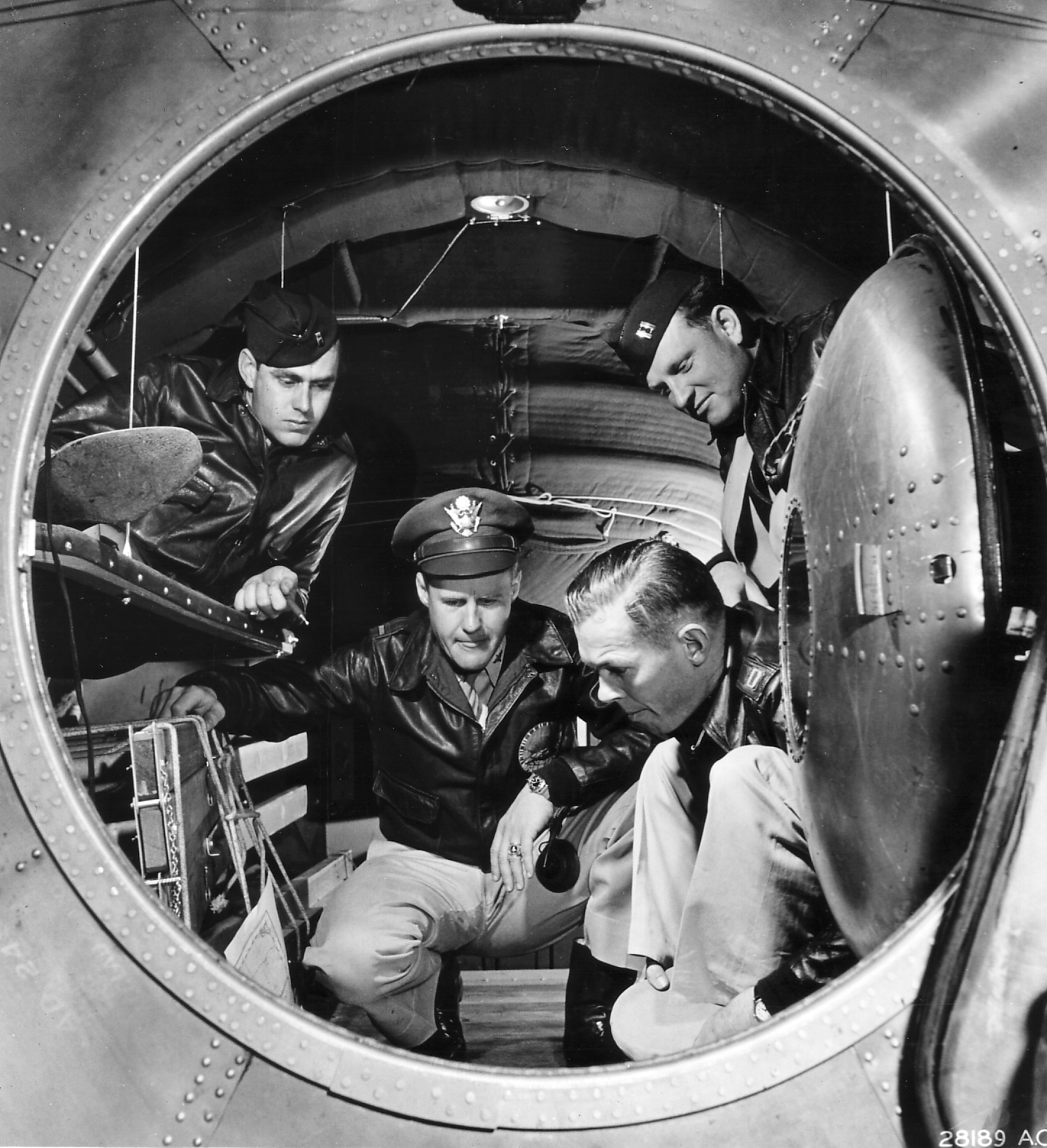
B-29后部的加压舱内部，摄于1944年6月
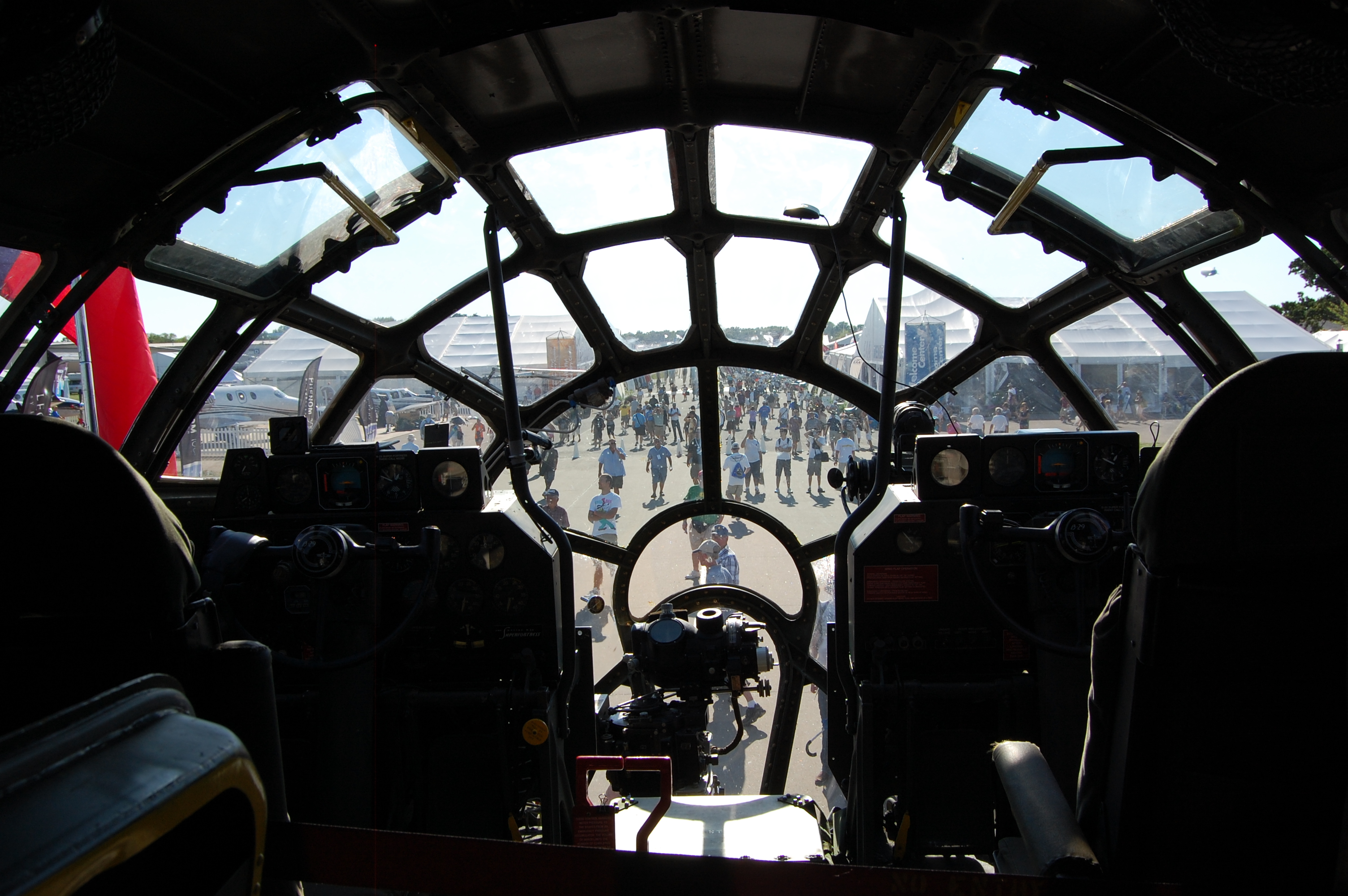
驾驶舱视角
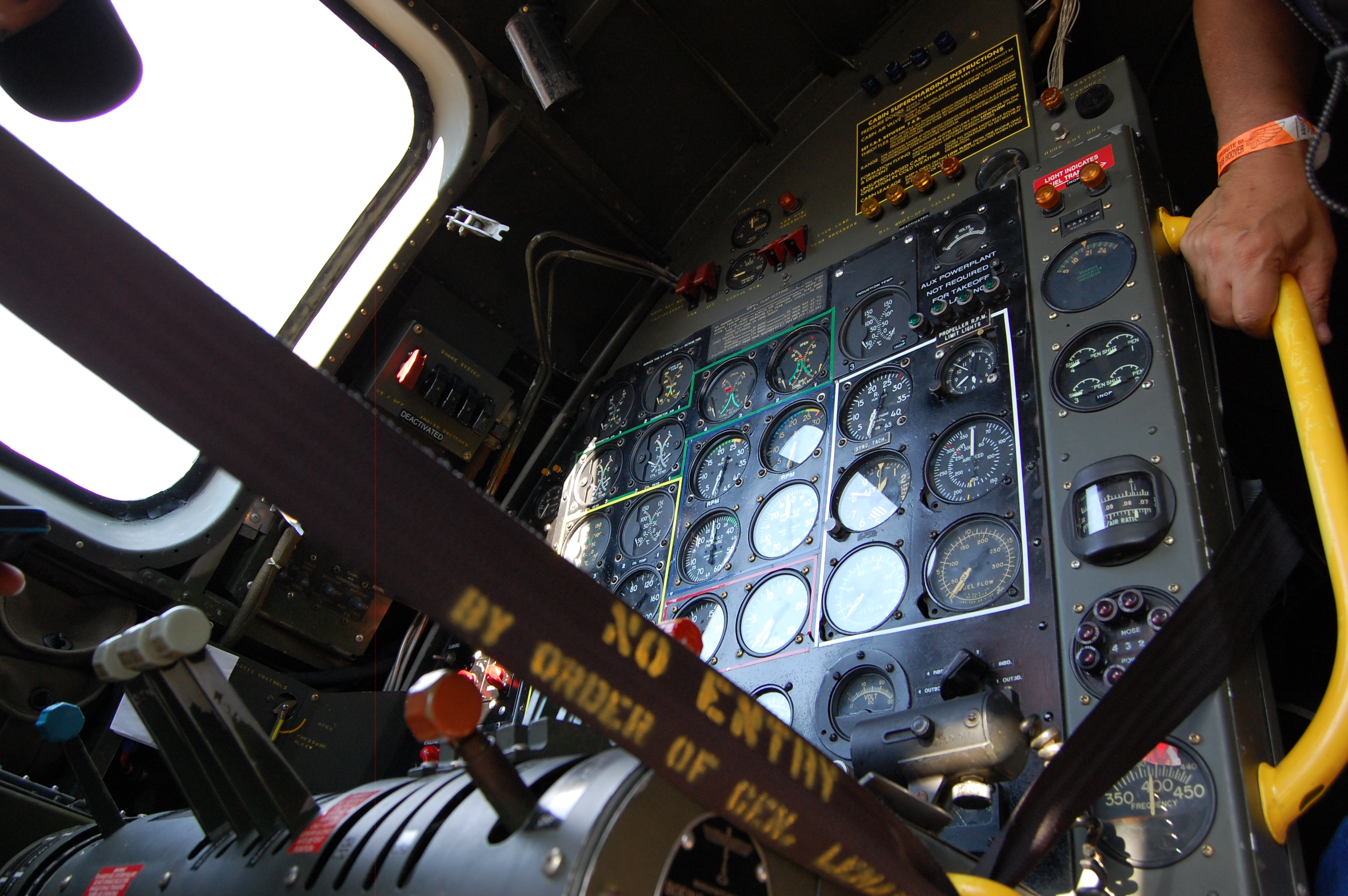
供机上工程师控制引擎和系统的面板
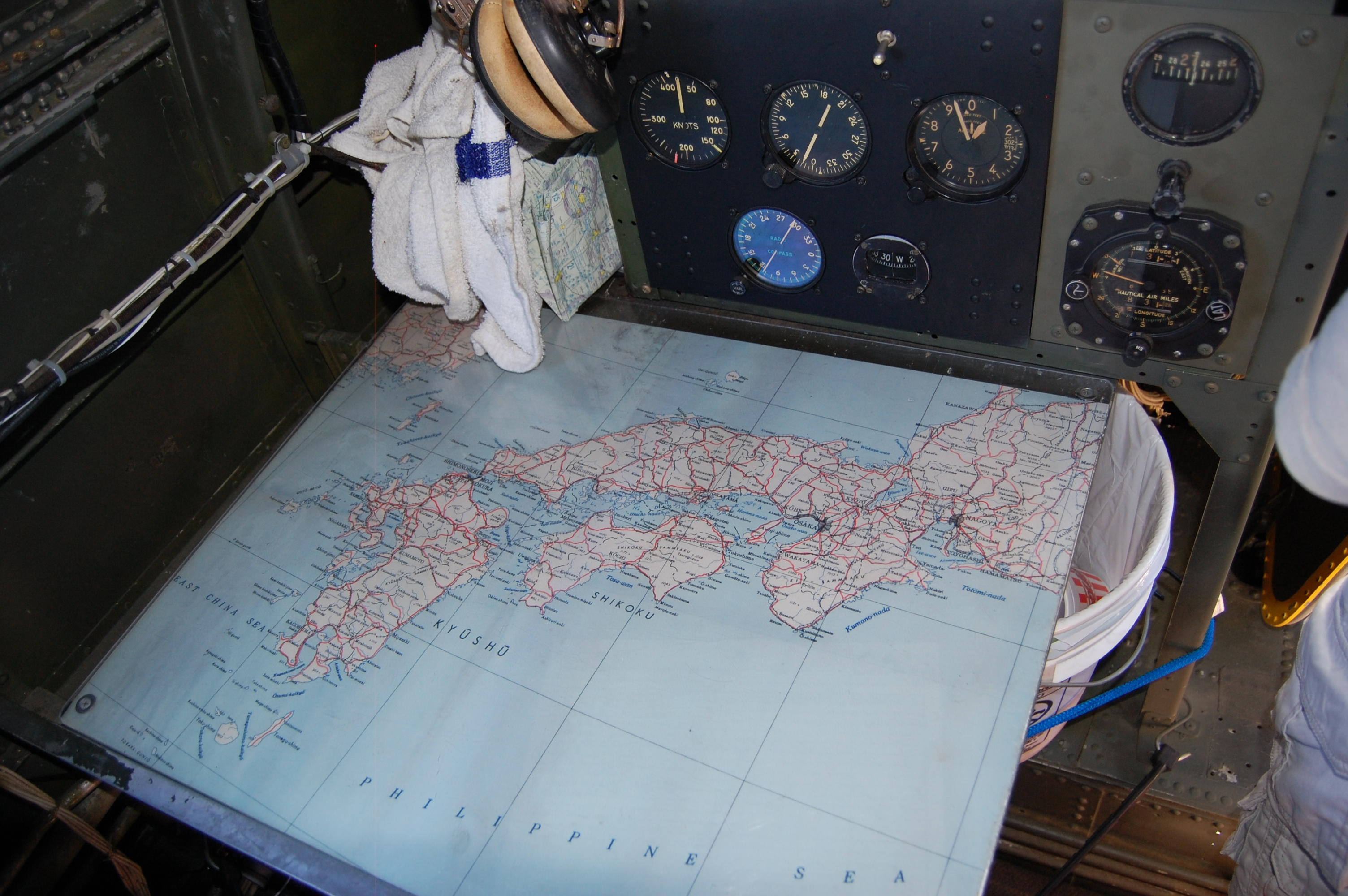
导航员位置，图为模拟一次前往日本的任务
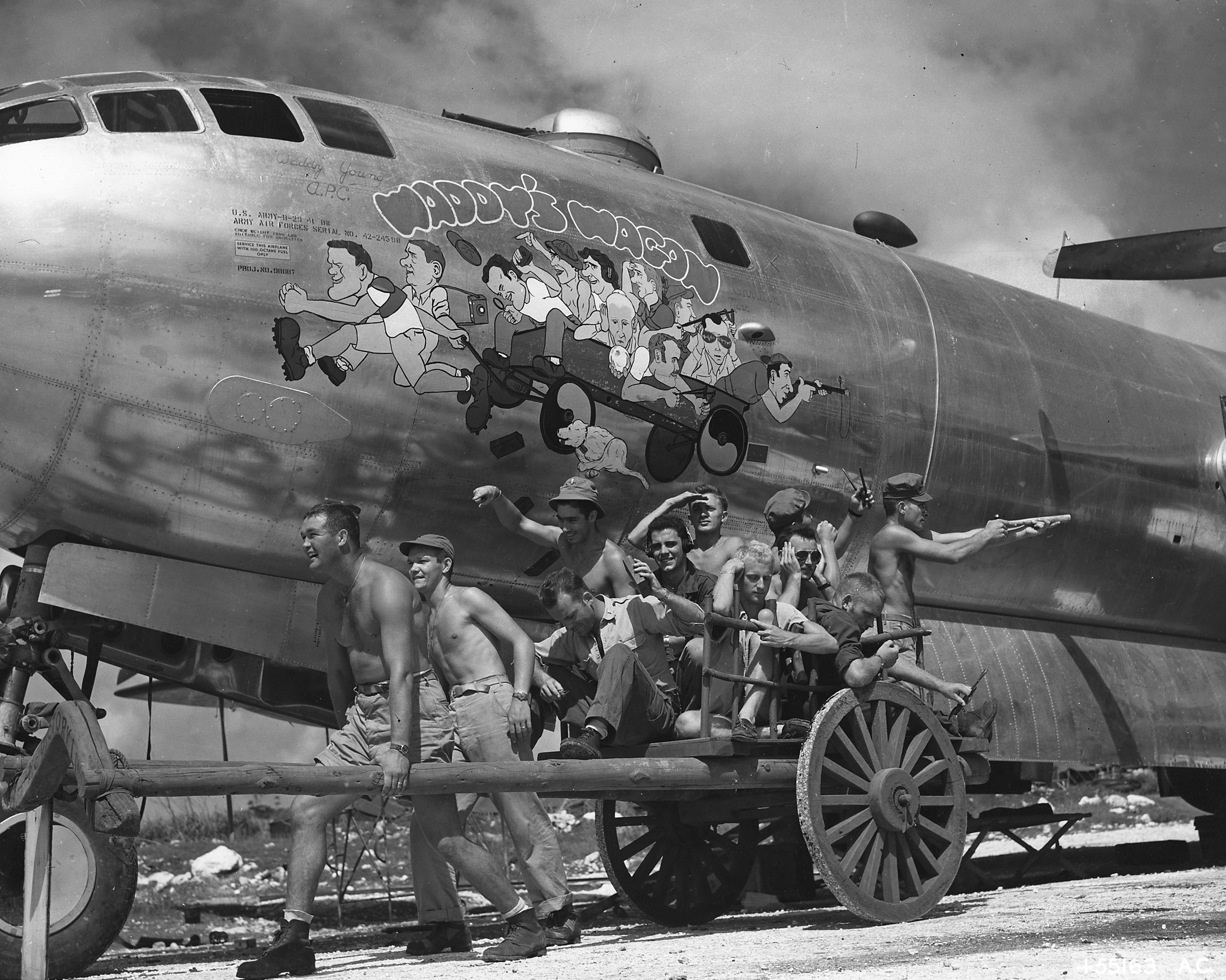
一队B-29的机组人员模仿机头绘饰，在當時不只B-29，在其他二戰飛機上也有很多類似塗鴉
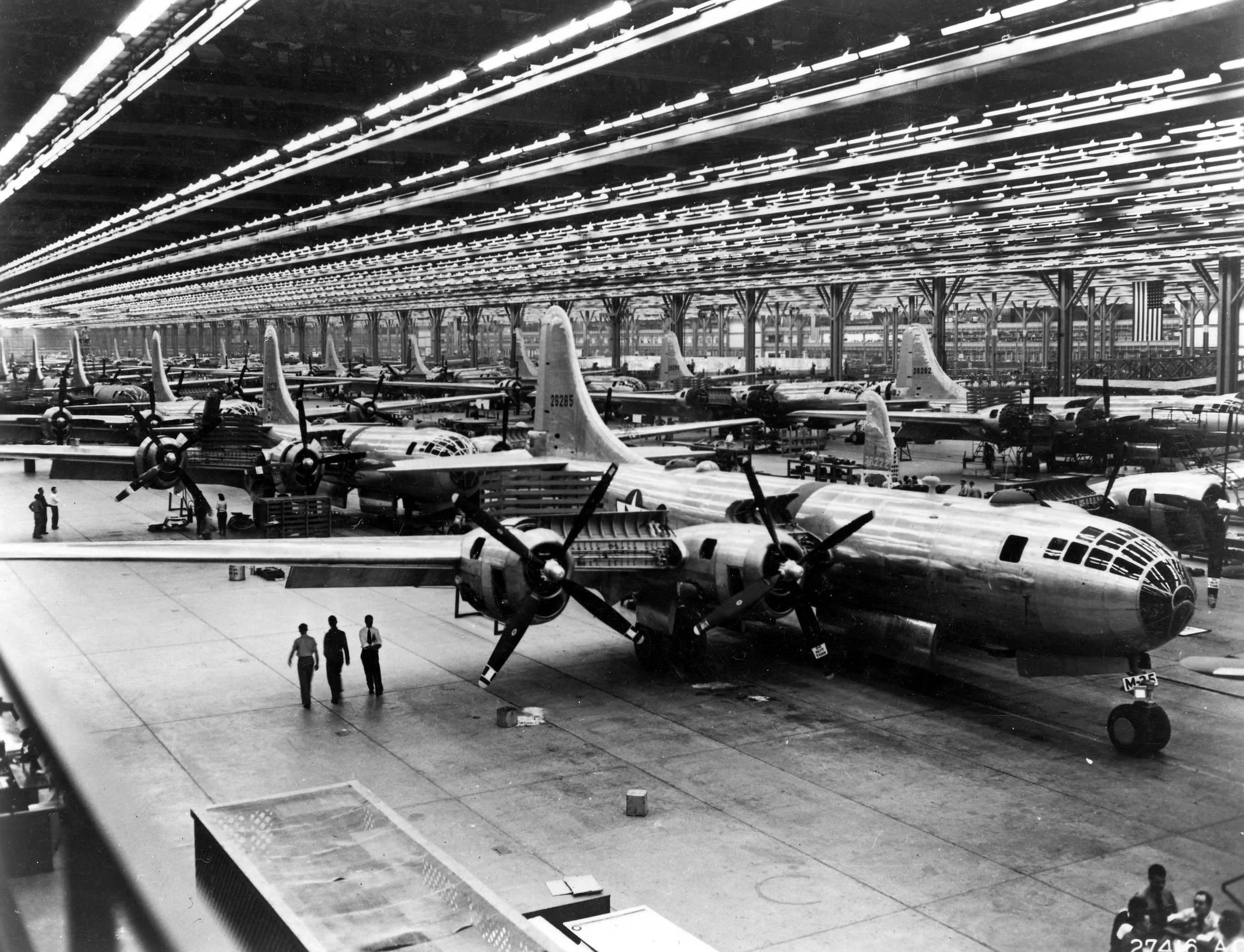
1944年，於堪薩斯州威奇托的波音生產線

## 作戰

### 中國及印度
最先的作戰計劃，是以印度作為B-29的後方基地，使用中國西南部的前進機場，對日本展開轟炸。由於中國沿海的港口已被日本佔領，無法經由海陸運輸，而由中國至印度並無可靠陸地道路可通。一切補給只能以極為昂貴，經過喜瑪拉雅山的驼峰航线來進行运输。首批B-29在1944年4月抵達印度，並在4月24日飛越駝峰，抵達中國四川成都專為B-29而建的機場。B-29的首次作戰是1944年6月5日，98架參戰的B-29中的77架成功從印度飛抵曼谷，轟炸當地的火車調度場。
1944年6月15日，柯蒂斯·李梅將軍執行“马特霍恩行动”，68架B29從成都起飛，轟炸位於日本九州的八幡鋼鐵廠。這是1942年4月杜立特空襲東京以來，美軍首次再對日本本土進行空襲。不過由於運輸補給困難，加上由中國起飛的B-29必須減少載彈量以運載燃料，故此B-29在中國的日子裏，只對日本發動了有限的攻擊。計為：
- 1944年7月7日（14架B-29）
- 7月29日（70架以上B-29）
- 8月10日（24架）
- 8月20日（61架）
- 9月8日（90架）
- 9月26日（83架）
- 10月25日（59架）
- 11月12日（29架）
- 11月21日（61架）
- 12月19日（36架）

B-29最後一次從中國起飛向日本空襲是1945年1月6日，49架B-29參加攻擊。到了1月底，B-29開始從中國撤出，重新部署在太平洋馬里亞納群島上的基地。

### 馬里亞納群島

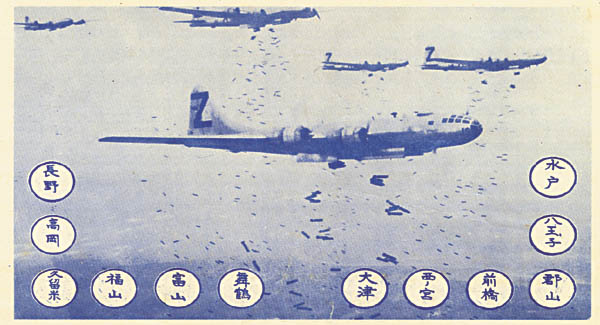
B-29在1945年8月1日向日本33個城市投下的宣傳單張，警告在之後數天將空襲所列城市。到了戰爭末期，B-29空襲日本幾乎成為例行公事。

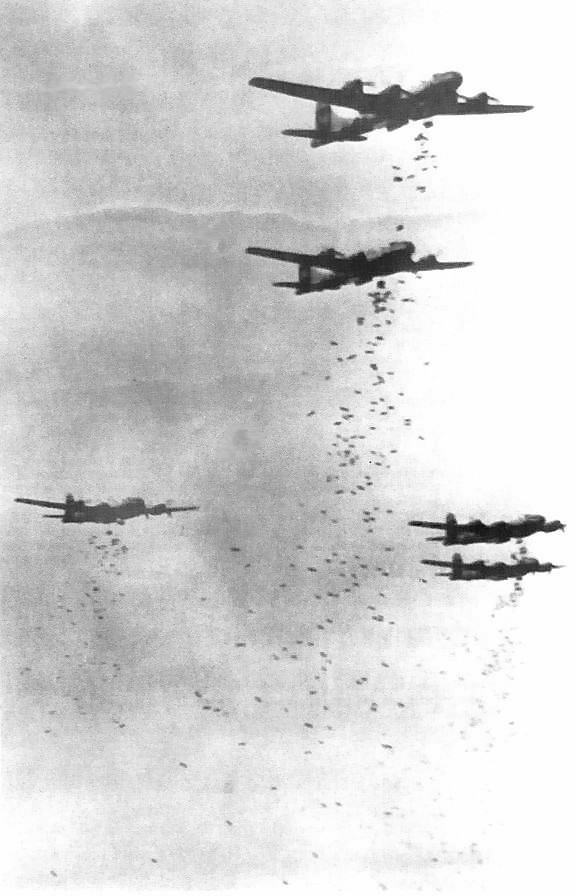
向日本本土投彈的B-29編隊。李梅向華盛頓的報告，指被日本擊落的B-29比在訓練時損失的還要少。

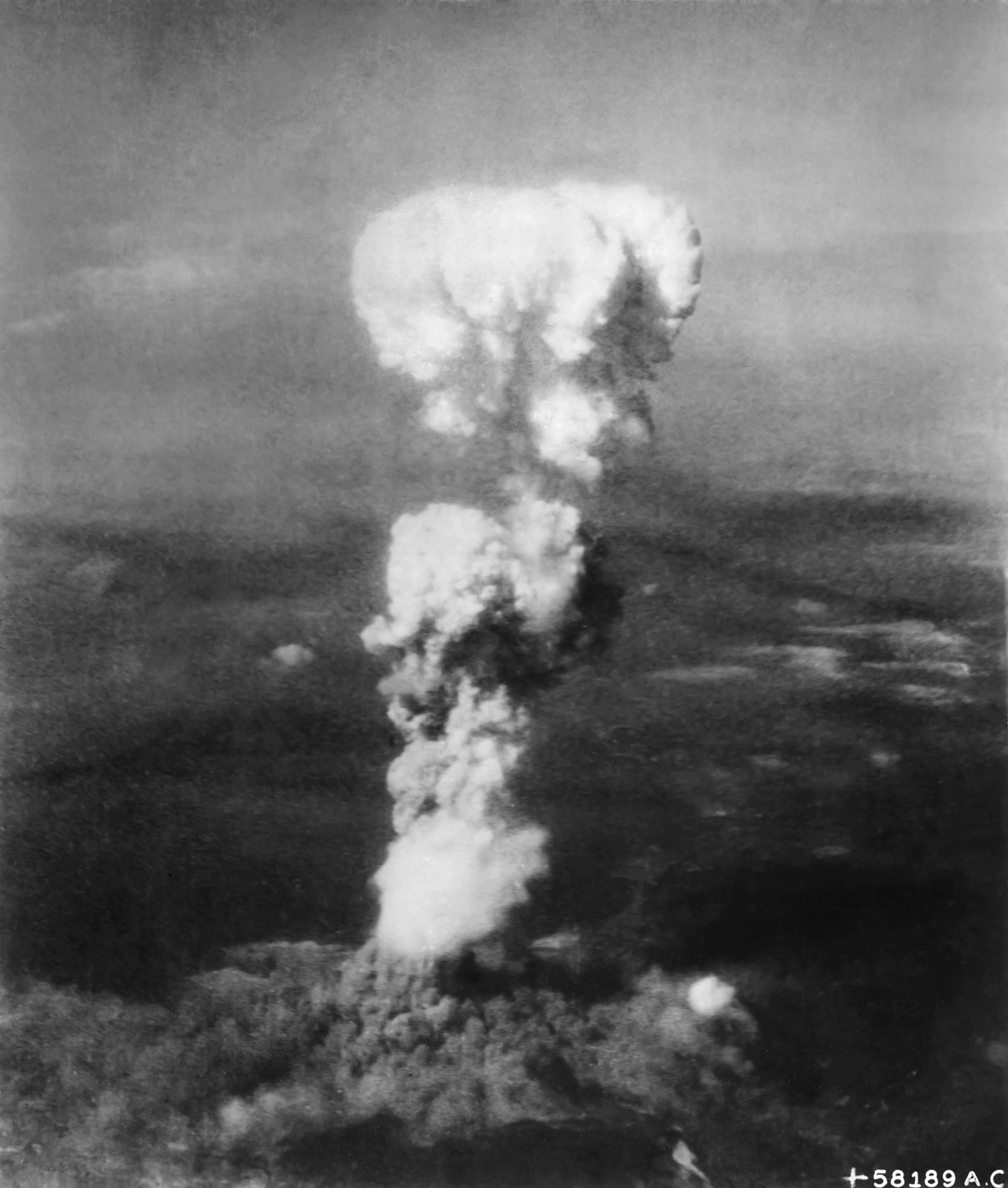
1945年8月6日，艾諾拉·蓋號在廣島投下第一枚原子彈—小男孩。

美國陸軍及海軍陸戰隊在1944年佔據馬里安納群島上的關島、塞班島及天寧島，並開始在島上修建機場。這些機場成為美軍在二次大戰最後一年空襲日本的基地。群島上的基地可以由海路輕易獲得補給。1944年10月12日，首架B-29抵達塞班。首次作戰是同月28日，14架B-29轟炸了特魯克環礁。11月24日，島上111架B-29轟炸東京。自此展開B-29對日本本土越加猛烈的空襲，一路直至戰爭完結方才結束。
最初B-29轟炸日本的目標以軍事及工業設施為主。B-29多數在日間從30,000呎左右高空進入，使用儀器進行精確投彈。但是日本本土上空經常有強烈的氣流，令到這種空襲難以發揮成效。1945年初，阿諾德將軍把駐在馬里安納群島的B-29交由寇締斯·李梅将军指揮，希望他能加強轟炸的成效。李梅改變B-29的攻擊方法，讓B-29在晚間從5,000至6,000呎的低空進入日本，並且根據日本空襲中國城市的經驗，使用凝固汽油彈和燃燒彈對日本的城市進行大範圍的地毯式焦土轟炸。李梅相信日本的戰鬥機在夜間不足為懼，而這個高度亦正是日本防空炮火的斷層。B-29拆除尾部的機關炮，以增加2,700磅的載彈量。結果證明李梅的策略正確，3月9日晚上，334架B-29首次以新戰術空襲東京。當天晚上將東京16平方英里的地區燒成平地，東京商業區63%被焚毀，失去18%的工業生產力。84,000人於當晚葬身火海，100萬人無家可歸，而B-29的損失僅為14架，即使是高風險的低空突入，機隊生存率仍高達96%。之後兩星期，再有120,000日本平民死於B-29的焦土轟炸，而B-29的損失卻只為20架。到了戰爭最後的數個月，B-29動輒以五百架編隊，由P-51戰鬥機護衛，進行對日本城市的連續空襲，目標並且由大型城市漸轉為中型城市。李梅預計，到了1945年9月，B-29每月將可向日本投下115,000噸燃燒彈，是3月首次開始燃燒轟炸時的8倍；而到了10月，B-29將開始缺乏可供轟炸的目標。不計算兩次使用原子彈的襲擊，在整場戰爭中，B-29摧毀了日本178平方英里的市區，導致40萬日本人死亡，250萬家房被毀，900萬人流離失所，而B-29的損失總共為414架。除了焦土轟炸外，B-29還對日本的航運路線進行大規模的佈雷。到了戰爭末期，日本的海運因航線受阻而接近癱瘓。
至於最為人所熟識的B-29，相信是「艾諾拉·蓋號」。1945年8月6日，艾諾拉·蓋號在廣島投下第一枚原子彈小男孩。三天之後，另一架B-29博克斯卡号在長崎投下第二枚原子彈胖子。
經過B-29轟炸機所搭載的炸彈、燃燒彈的連續數月攻擊後，日本各大城市及工業基地受到了毀滅性的破壞。加上蘇聯對日本宣戰，天皇裕仁被迫選擇接受《波茨坦宣言》，無條件投降。

### 二次大戰以後至退役
二次大戰以後，B-29亦曾在韓戰中出動超過20,000架次，投下200,000噸的炸彈；中国参战后，美軍指揮官道格拉斯·麥克阿瑟曾提議以B-29搭載原子彈轟炸中國東北，以遏止中國人民志願軍的猛烈攻勢，但被時任總統杜魯門反對並撤銷麥克阿瑟指揮权。之後隨著噴射機時代的來臨，B-29開始退下前線。當B-36和平締造者轟炸機開始服役後，B-29由重型戰略轟炸機改變為中型轟炸機。之後B-29多數轉為執行輔助性質的工作，例如搜救，電子偵察、空中加油、氣象偵察等。1950年代波音公司生產的B-47轟炸機，和B-52同溫層堡壘轟炸機開始服役，B-29正式退下火線。

## 衍生机型
B-50
B-50超級堡壘轟炸機是B-29在二戰後的改進型，使用更強大的普拉特惠特尼R-4360型發動機，強化結構，配有更高的散熱片，是波音最後的活塞動力轟炸機。1947年6月25日首飛，1948年起在美國空軍服役，1965年退役。
KB-29
KB-29超級堡壘加油機是由B-29改裝的空中加油機，1948年起在美國空軍服役。
XB-39
XB-39超級堡壘轟炸機是基於B-29開發的實驗機，使用萊特R-3350型發動機，1944年首飛。
C-97
C-97同溫層運輸機是基於B-29及B-50開發的長程重型軍用運輸機，1944年11月9日首飛，1947年起在美國空軍服役，直到1978年。
KC-97
KC-97同溫層運輸機是基於C-97開發的空中加油機，1951年7月14日首飛，1978年退役。
波音377
波音377同溫層巡航者是波音基於C-97開發的民航客機，也是波音最後的活塞動力客機。1947年7月8日首飛，首架飛機於1949年開始交付給泛美世界航空，最後一架飛機於1963年退役。
超級彩虹魚
超級彩虹魚是由部分波音377飛機改裝而來的特種運輸機，1965年首飛。
蘇聯的圖-4
二次大戰以後，蘇聯使用逆向工程，複製了戰時在蘇聯迫降的三架B-29，並且命名為圖-4轟炸機。圖-4在1949年開始生產，一共製造了1000架左右，部份更出口至中國，在解放軍內服役至1988年。